# Taylor MacDonald (1992)
Taylor MacDonald (Christiansted, 22 marzo 1992) è un calciatore americo-verginiano, di ruolo centrocampista.
Anche il suo omonimo padre è stato calciatore.

## Carriera

### Club
Ha iniziato la carriera nel 2007 con gli Skills, quindi nel 2010 si è trasferito al Seton Hill Griffins.

### Nazionale
Conta 4 presenze in Nazionale, esordendo nel 2006.